# Чистоозёрная
Чистоозёрная — железнодорожная станция Омского отделения Западно-Сибирской железной дороги, расположенная на Кулундинской ветке Транссиба в посёлке Чистоозёрное Новосибирской области.
Адрес станции: 632720, Россия, Новосибирская область, посёлок городского типа Чистоозёрное, ул. Вокзальная, 3.
Хотя станция физически расположена в Новосибирской области, она, как и все станции Кулундинской ветки от Татарской (искл.) до Карасука (вкл.), относится к Омскому отделению Западно-Сибирской железной дороги.

## История
Открыта в 1917 году одновременно с пуском движения по Кулундинской ветке до Карасука.
Названа, как и пристанционный посёлок, по близлежащему Чистому озеру.

## Пассажирское движение
Вокзал
На станции имеется здание вокзала, в начале 2010-х подвергшееся капитальному ремонту, в ходе которого был оборудован тёплый санузел, обустроен зал ожидания и камеры хранения.
Местное сообщение
Местное сообщение с Карасуком и Татарской ранее осуществлялось поездом № 965/966Н Карасук 1 — Татарская, отмененным из-за низкого пассажиропотока.
Дальнее сообщение
По состоянию на 2021 год на станции имеют остановку три пары пассажирских поездов: .
| № поезда | Маршрут движения      | № поезда | Маршрут движения      |
| -------- | --------------------- | -------- | --------------------- |
| 77       | Абакан — Москва       | 78       | Москва — Абакан       |
| 95       | Барнаул — Москва      | 96       | Москва — Барнаул      |
| 627      | Кулунда — Новосибирск | 628      | Новосибирск — Кулунда |

## Грузовая работа
По объёму выполняемой работы станция отнесена к 5 классу, открыта для грузовой работы по параграфу 3. Выполняются коммерческие операции с грузами местных сельскохозяйственных предприятий.